# Oxira perampla
Oxira perampla är en fjärilsart som beskrevs av W. Warren 1912. Oxira perampla ingår i släktet Oxira och familjen nattflyn. Inga underarter finns listade i Catalogue of Life.